# Skårby
Skårby är en småort i Ystads kommun och kyrkby i Skårby socken. Strax öster om Skårby ligger Ystad Djurpark.
Skårby kyrka är en intressant medeltidskyrka från omkring år 1100. Skårbystenen 1, en av Skånes finaste runstenar, finns på Kulturen i Lund.

## Historia
I Skårby fanns på 1800-talet en avrättningsplats vid Rögla hus. Där avrättades Nils Anders Turbán den 19 oktober 1827. Han dömdes till döden efter inbrott och stöld samt grov misshandel av kvinnan i huset.
Äldre stavning av namnet är Skorrby.